# 詹姆斯·喬伊斯橋
詹姆斯·喬伊斯橋（James Joyce Bridge）是位於愛爾蘭首都都柏林利菲河上的一座橋樑，設計者是西班牙建築師聖地牙哥·卡拉特拉瓦，全長40米。橋名取自於詹姆斯·喬伊斯，開通於2003年6月16日。